# Sidi Moussa (kommun i Algeriet)
Sidi Moussa är en ort i Algeriet.   Den ligger i provinsen Blida, i den norra delen av landet, 17 km söder om huvudstaden Alger. Sidi Moussa ligger 46 meter över havet och antalet invånare är 57 928.
Terrängen runt Sidi Moussa är platt åt nordväst, men åt sydost är den kuperad.Runt Sidi Moussa är det tätbefolkat, med 511 invånare per kvadratkilometer. Närmaste större samhälle är Alger, 16,7 km norr om Sidi Moussa. Trakten runt Sidi Moussa består till största delen av jordbruksmark.